# Afroamerykanie
Afroamerykanie (ang. African Americans, również Afro-Americans, Black Americans) – czarnoskórzy Amerykanie pochodzenia subsaharyjskiego. W głównej mierze są potomkami Afrykanów, sprowadzanych od XVII do XIX wieku jako niewolnicza siła robocza, niektórzy wywodzą się z późniejszej imigracji z krajów Afryki oraz Karaibów i Ameryki Łacińskiej (gł. z Jamajki i Haiti).